# Egale muisspecht
De egale muisspecht (Hylexetastes uniformis) is een zangvogel uit de familie Furnariidae (ovenvogels). De vogel werd in 1909 geldig als aparte soort beschreven door de Oostenrijkse vogelkundige Carl Edward Hellmayr, maar werd later opgevat als ondersoort van de roodsnavelmuisspecht (H. perrotii).

## Kenmerken
De vogel is 25-30 cm lang en weegt 95 tot 118 gram. Het is een forse vogel met een grote kop en een stevige snavel en dito poten en een korte staart die er vaak versleten uitziet. De vogel is bijna egaal bruin, met soms op de buik een patroon van fijne streepjes.

## Verspreiding en leefgebied
Er zijn twee ondersoorten:
- H. u. uniformis: zuidoostelijk Amazonebekken.
- H. u. brigidai: noordelijk deel van centraal Brazilië. (Brigida's muisspecht)

## Status
Deze soort is gevoelig voor habitatverlies. De grootte van de populatie is niet gekwantificeerd maar de soort wordt omschreven als schaars tot zeldzaam. Door habitatfragmentatie nemen de aantallen snel af. Op de Rode lijst van de IUCN heeft deze soort daarom de status kwetsbaar.